# شرکت هاینس
شرکت هاینس (انگلیسی: Hines Company) شرکت املاک و مستغلات آمریکایی است، که در سال ۱۹۵۷ توسط جرارد هاینس تأسیس شد.